# Pauwbot
De pauwbot (Bothus lunatus) is een straalvinnige vis uit de familie van de botachtigen (Bothidae) en de orde van de platvissen (Pleuronectiformes), die voorkomt in het westen, het oosten, het zuidwesten en het zuidoosten van de Atlantische Oceaan.

## Anatomie
Bothus lunatus kan een maximale lengte bereiken van 46 cm. Het lichaam van de vis heeft een gedrongen vorm.
De rugvin heeft 92 tot 99 vinstralen en de aarsvin 71 tot 76 vinstralen.

## Leefwijze
Bothus lunatus is een zoutwatervis die voorkomt in een tropisch klimaat.  De soort is voornamelijk te vinden in zeeën, meren en koraalriffen. De diepte waarop de soort voorkomt is maximaal 100 m onder het wateroppervlak.
Het dieet van de vis bestaat hoofdzakelijk uit dierlijk voedsel, waarmee het zich voedt door te jagen op macrofauna en vis.

## Relatie tot de mens
Bothus lunatus is voor de visserij van beperkt commercieel belang. De soort wordt gevangen voor commerciële aquaria.
De soort komt niet voor op de Rode Lijst van de IUCN.